# Öxarárfoss
L'Öxarárfoss, toponyme islandais signifiant littéralement en français « cascade de l'Öxará », est une cascade d'Islande située dans le parc national de Þingvellir, sur le cours de la rivière Öxará. Elle franchit sur un dénivelé de quelques mètres la première partie de l'escarpement formé par la faille d'Almannagjá. Elle est accessible à pied en quelques minutes par un sentier.

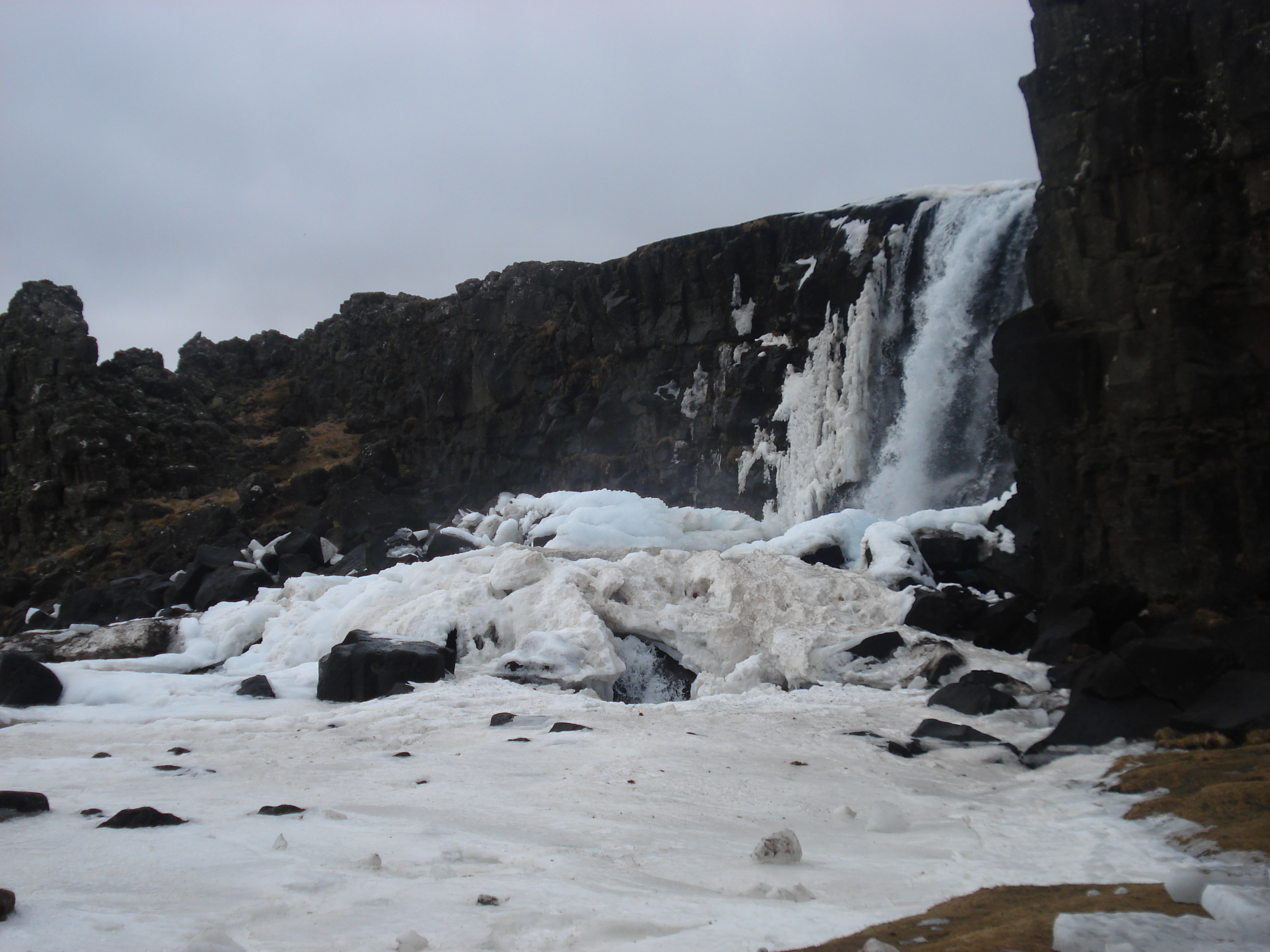
Vue de l'Öxarárfoss partiellement gelée en hiver.